# Ыргеншар
Ыргеншар (коми Ыргӧншар) — деревня в Ижемском районе Республики Коми России. Входит в состав сельского поселения Краснобор.

## География
Деревня находится в северо-западной части Республики Коми, в пределах Печорской низменности, на правом берегу реки Ижма, на расстоянии примерно 35 км (по прямой) к северо-западу от села Ижма, административного центра района.
Климат
Климат характеризуется как умеренно континентальный, с продолжительной морозной многоснежной зимой и коротким прохладным летом. Средняя температура воздуха самого тёплого месяца (июля) составляет 14,6 °C; самого холодного (января) — −17,4 °C. Среднегодовое количество атмосферных осадков составляет 527 мм.
Часовой пояс
Ыргеншар, как и вся Республика Коми, находится в часовой зоне МСК (московское время). Смещение применяемого времени относительно UTC составляет +3:00.

## История
Ыргеншар был основан после 1930 года. В 1956 году упоминается как посёлок сплавщиков Ыргон шар.

## Население
| 2010 |
| ---- |
| 200  |

Гендерный состав
По данным Всероссийской переписи населения 2010 года в гендерной структуре населения мужчины составляли 47 %, женщины — соответственно 53 %.
Национальный состав
Согласно результатам переписи 2002 года, в национальной структуре населения коми составляли 45 % из 199 чел., коми-ижемцы — 32 %.